# Pau Casadesús
Pau Casadesús Castro (Vallirana, 30 de octubre de 2003) es un futbolista español que juega como lateral derecho para el Granada CF de la Segunda División de España.

## Trayectoria
Nacido en Vallirana, Barcelona, el primer club en formarse es la Penya Blaugrana de Vallirana, posteriormente sigue su formación en la Escuela del Futbol Club Barcelona. 
En la etapa de infantil, juega una temporada en el Atlètic Sant Just y después dos temporadas en el C.E. L'Hospitalet, para pasar, finalmente y durante cuatro temporadas, al Club Gimnàstic Manresa donde durante la última temporada, inicia entrenamientos con el primer equipo del FC Andorra en 2021 tras un convenio firmado entre ambos clubes.
Debuta con el primer equipo el 30 de noviembre de 2021 al entrar como suplente en los minutos finales de una victoria por 0-1 frente al Náxara CD en la Copa del Rey.
Su debut profesional llega el 15 de agosto de 2022 entrando como suplente en los últimos minutos, anotando el gol de la victoria para su equipo en la Segunda División, imponiéndose por 1-0 frente al Real Oviedo.
El 20 de enero de 2023 firma por RCD Espanyol "B" de la Segunda Federación, cedido por el FC Andorra hasta el final de la temporada.
En junio de 2024 finaliza la cesión con el RCD Espanyol "B", volviendo a incorporarse al FC Andorra. Tras una temporada más en el club andorrano, se marchó traspasado por tres temporadas al Granada CF.

## Clubes
Actualizado al último partido disputado el 21 de junio de 2025.
| Club                      | País    | Año       | Partidos | Goles |
| ------------------------- | ------- | --------- | -------- | ----- |
| FC Andorra                | Andorra | 2021-2023 | 8        | 2     |
| RCD Espanyol "B" (cesión) | España  | 2023-2024 | 47       | 0     |
| FC Andorra                | Andorra | 2024-2025 | 15       | 0     |
| Granada CF                | España  | 2025-     |          |       |